# تريسي مور
تريسي مور (28 ديسمبر 1965 في الولايات المتحدة - ) (بالإنجليزية: Tracy Moore)‏ هو لاعب كرة سلة أمريكي في مركز مدافع مسدد الهدف. لعب مع دالاس مافيريكس وديترويت بيستونز وكواد سيتي ثندر وهيوستن روكتس.

## وصلات خارجية
- تريسي مور على موقع إن بي أي (الإنجليزية)
- تريسي مور على موقع سبورتس رفرنس (الإنجليزية)
- تريسي مور على موقع كرة السلة الأوروبية.كوم (الإنجليزية)
- تريسي مور على موقع كلية كرة السلة في سبورتس رفرنس.كوم (الإنجليزية)
- تريسي مور على موقع ريلجم (الإنجليزية)
- تريسي مور على موقع بروبوليرز (الإنجليزية)
- تريسي مور على موقع سبورتس رفرنس (الإنجليزية)